# Mourre Nègre
Mourre Nègre is het hoogste punt van de Luberon, een bergmassief in de Franse departementen Alpes-de-Haute-Provence en Vaucluse en beslaat de gemeenten Auribeau, Cabrières-d'Aigues en Castellet-en-Luberon. Deze ronde top is 1125 meter hoog en voorzien van een radioantenne, waardoor hij van veraf te zien is.
De rivier Aiguebrun ontstaat uit een bron op de Mourre Nègre.

## Naamgeving
Mourre en nègre zijn woorden uit het Provençaals. De eerste betekent 'snuit' en wordt vaak gebruikt om ronde pieken aan te duiden. Negro betekent 'zwart'.